# Микатадзе, Шота Владимирович
Шота́ Владими́рович Миката́дзе (груз. შოთა მიქატაძე, 12.06.1905 года, село Дзимити Озургетского района, Кутаисской губернии, Российская империя — 22 апреля 1979 года) — грузинский советский скульптор. Выступал, в основном, как монументалист. Член Союза художников СССР. Заслуженный художник Грузинской ССР, профессор.

## Биография
Учился в Тбилисской академии художеств у Я. И. Николадзе (1924—1929).
С 1934 года преподавал, с 1937 года — в Тбилисской академии художеств, профессор. Член Ассоциации революционных художников Грузии.

## Известные работы
- «Коллектив» (1932 г.),
- скульптура кинотеатра им. Руставели в Тбилиси (высота 4 м, 1937—1939 г., в соавторстве с В. Топуридзе),
- «Портрет сына» (1942 г., мрамор),
- композиция «Родина нас зовет» (1944 г.),
- памятник И. Сталину (бронза, высота 6 м, 1952 г., Гори, демонтирован в 2010 г.),
- памятник В. Ленину (бронза, высота 15 м, Махарадзе, 1957 г.; Выборг, 1957 г.; высота 6 м, гранит),
- памятник В. Ленину (Гомель, 1958 г.);
- памятник В. Ленину (Николаев, 1957 г., снесён в 2014 году);
- памятник В. Ленину (Телави, 1974 г.);
- памятник В. Ленину (Хашури),
- фигура И. Чавчавадзе в памятнике И. Чавчавадзе и А. Церетели (бронза, высота 8 м, Тбилиси, 1958 г.),
- памятник Н. Каландаришвили (1960 г., бронза, Махарадзе),
- «Весна» (1970 г.),
- «Давид Строитель» (1976 г., гипс)

## Оценки творчества
Произведениям Шоты Микатадзе присуща внутренняя динамика, лиризм и психологическая глубина характера, тонкое мастерство.

## Память
- Именем Шоты Микатадзе названа улица в Тбилиси.
- В тбилисском кинотеатре «Руставели» стоит скульптура Шоте Микатадзе[2].